# Louise Bryant
Louise Bryant   (San Francisco, 5 de desembre de 1885 - Sèvres, 6 de gener de 1936) va ser una feminista, activista política i periodista estatunidenca coneguda per la seva col·laboració amb el bolxevisme durant la Revolució d'Octubre de 1917.

## Biografia

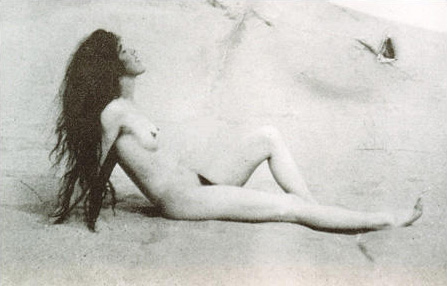
Bryant prenent el sol a Provincetown (1916)

Nascuda com a Anna Louise Mohan, va començar de petita a utilitzar el cognom del seu padrastre, Sheridan Bryant, amb preferència al del seu pare. Va créixer a Nevada i va assistir a la Universitat de Nevada a Reno i a la Universitat d'Oregon a Eugene, on es va llicenciar en Història el 1909. Iniciada en el periodisme, es va convertir en editora de l'Spectator i va treballar com a independent per a The Oregonian, ambdós diaris de Portland. Durant els seus anys en aquesta ciutat (1909–1915) va ser membre del moviment pel sufragi femení. Deixant el seu primer marit l'any 1915 per a anar a viure amb el també periodista John Reed (amb qui es va casar el 1916) a Greenwich Village, va fer amistat amb les principals feministes de l'època, algunes de les quals va conèixer a través dels col·laboradors de Reed en publicacions com The Masses o a les reunions d'Heterodoxy. Durant una manifestació sufragista del National Woman's Party a Washington DC el 1919, va ser arrestada i va passar tres dies a la presó. 

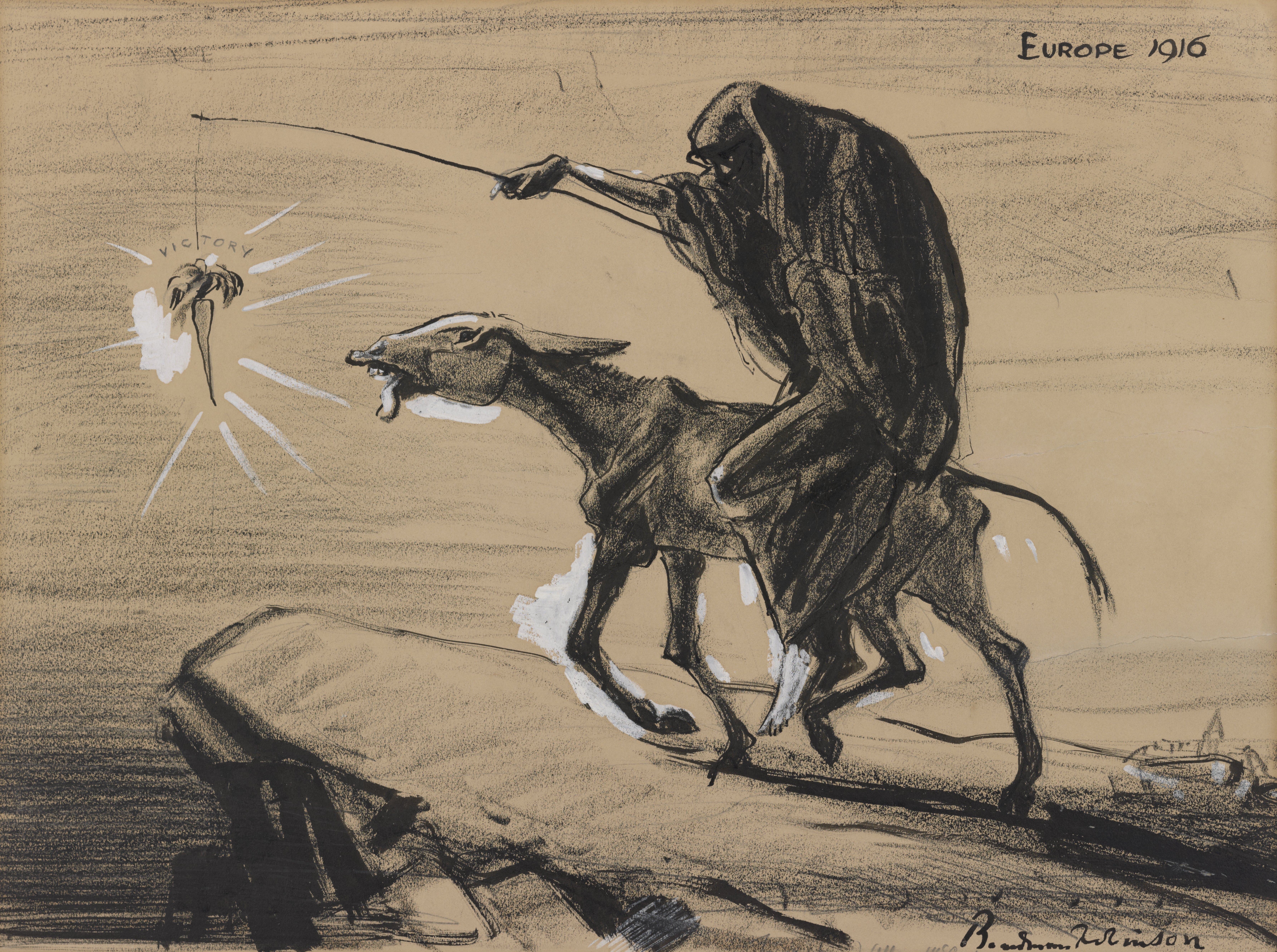
Europa 1916, un dibuix contra la guerra de Boardman Robinson que va aparèixer al número d'octubre de 1916 de The Masses, una revista per a la qual Bryant havia començat a escriure articles i poemes aquell mateix any.

Com a corresponsal de la Revolució Russa de 1917, Bryant va escriure sobre personatges destacats com Iekaterina Breixko-Breixkóvskaia, Maria Spiridónova, Aleksandr Kérenski, Vladímir Lenin i Leon Trotski, entre d'altres. Les seves notícies durant i després dels seus viatges a Petrograd i Moscou, van aparèixer publicades als diaris dels Estats Units i del Canadà els anys immediatament posteriors a la Primera Guerra Mundial. Una col·lecció d'articles del seu primer viatge es va publicar el 1918 amb el títol de Sis mesos rojos a Rússia. Més endavant, el 1919, va emprendre una gira nacional per a divulgar el suport polític al bolxevisme i denunciar la intervenció aliada a la Guerra Civil russa.
Després de la mort de Reed per tifus el 1920, Bryant va continuar escrivint sobre Rússia, així com sobre Turquia, Hongria, Grècia, Itàlia i altres països d'Europa i Orient Mitjà. Alguns articles d'aquest període es van recollir l'any 1923 amb el títol de Miralls de Moscou. Bryant va morir el 1936 i va ser enterrada a Versalles.

## Obra publicada
- School Feeding: Its History and Practice at Home and Abroad[5]
- Sis mesos rojos a Rússia[6]
- Miralls de Moscou. Retrats dels primers dirigents soviètics[7]

### Teatre
- The Game: A Morality Play in One Act[8]